# The Simpsons Arcade
The Simpsons Arcade es un videojuego de beat 'em up desarrollado por IronMonkey Studios y publicado por Electronic Arts para BlackBerry, J2ME, iOS y Windows Mobile. Es un homenaje al juego The Simpsons de 1991.

## Sinopsis
La clase alta de Springfield se ha congregado para su reunión programada. Después de discutir sus planes, Smithers toma la memoria USB que contiene los planos y la esconde dentro de una dona. Al salir de la sala de reuniones, se topa con Homer Simpson, quien agarra el delicioso donut glaseado. De repente todos en Springfield lo persiguen, ansiosos por conseguir esa memoria USB y Homer tiene que abrirse camino por la ciudad.

## Jugabilidad
Los jugadores atacan a los enemigos con puñetazos y patadas, y pueden encontrar potenciadores en la forma de otros miembros de la familia Simpson, que aparecen brevemente en la pantalla para ayudar a derrotar a los enemigos.
Además de los niveles estándar de beat-em-up, The Simpsons Arcade también presenta niveles de desplazamiento automático, donde Homer debe continuar corriendo hacia la derecha. También hay versiones revisadas de los dos minijuegos del juego de arcade original, Balloon Pump y Face Slap, que aún requieren que el jugador presione los botones lo más rápido posible para completarlos.
La versión para iPhone del juego presenta gráficos actualizados y agrega fragmentos de sonido de los actores de voz durante el juego.

## Recepción
The Simpsons Arcade recibió críticas "mixtas o promedio" según el sitio web agregador de reseñas Metacritic.
Slide to Play escribió: "The Simpsons Arcade continúa la buena racha de EA de llevar exitosamente franquicias icónicas al iPhone".
The A.V. Club escribió: "Es una pena que este fascinante título tenga una función de guardado poco fiable y con fallos, un gran inconveniente en un dispositivo conocido por sus constantes interrupciones. Aún así, para una sesión de juego maratónica en un largo viaje en tren, The Simpsons Arcade es mucho más "¡Woo-hoo!" que "¡D'oh!"
AppSafari escribió: "El juego arcade tiene más variedad y puedes jugar como Marge, Bart y Lisa, además de Homer".
IGN escribió: "La animación es de primera categoría, hay algunos pequeños minijuegos y eventos agradables para romper con la acción del beat'em-up, y los controles son bastante buenos. Pero Simpsons Arcade no tenía por qué ser una nimiedad. Con algunos personajes multijugador y jugables adicionales, podría haber tenido un poder de permanencia real".
VideoGamer escribió: "Es muy divertido, pero dura extremadamente poco. Si bien £2.99 puede no parecer mucho, otros juegos de la App Store ofrecen una relación calidad-precio mucho mejor, lo que hace que parezca que estás pagando una ligera prima por la licencia".
Pocket Gamer escribió: "A pesar de su buena apariencia y mucha variedad, The Simpsons Arcade no es tan divertido como aspira a ser".
148Apps escribió: "The Simpsons Arcade es un juego de lucha de desplazamiento lateral decente, pero no se puede evitar el hecho de que está muy limitado por tener un solo personaje jugable y no hay opciones multijugador".